# 阿尔瓦·奥古斯塔斯·伊顿
阿尔瓦·奥古斯塔斯·伊顿（英语：Alvah Augustus Eaton，1865年11月20日-1908年9月29日），美国植物学家，曾描述多种羊齿类、兰科及禾本科植物。 

## 早年生活
伊顿出生于新罕布什尔州锡布鲁克，十二岁时移居马赛诸塞州索尔兹伯里的一个家庭农场。他在纽伯里波特帕特南学校的两年内完成了为期四年的高中教育。 

## 生涯
伊顿在锡布鲁克担任了一年的老师，随后在加州工作了三年，同时从事农业工作。回到新英格兰后，由于健康状况较差，他决定成为花匠。他来到马萨诸塞州伊斯顿的埃姆斯植物实验室。他在这里出发，两次前往佛罗里达、一次前往欧洲进行实地考察。 
伊顿曾是林奈蕨类分会（Linnean Fern Chapter）的成员，该会是美国蕨类学会的前身。他经常为《蕨类简报》（Fern Bulletin）撰稿，并为该学会建立了植物标本馆。直到1908年去世前，他一直是该标本馆的馆长。 

## 作品
哈佛大学的格雷植物标本馆记录了伊顿的大部分工作。其中的文件文件包括约1895-1906年间的十六本笔记、1899年-1905年间的四封信以及一些未注明日期的手稿。 